# Ivan Ivanov (football, 1988)
Pour les articles homonymes, voir Ivan Ivanov et Ivanov.
Ivan Ivanov (né le 25 février 1988 à Zlatitsa en Bulgarie) est un footballeur international bulgare qui évolue au poste de défenseur.

## Biographie
Il rejoint le Lokomotiv Plovdiv en mars 2016.

## Palmarès
- Champion de Serbie en 2012 et 2013 avec le Partizan Belgrade
- Vainqueur de la Coupe de Bulgarie en 2006 avec le CSKA Sofia
- Vainqueur de la supercoupe de Bulgarie en 2006 et 2008 avec le CSKA Sofia
- Élu meilleur footballeur bulgare de l'année en 2013
- Championnat de Suisse en 2014